# 鷹正宗
鷹正宗株式会社（たかまさむね）は、福岡県久留米市に本社を置く日本の醸造業である。
コーポレート・スローガンは「いい酒、いい顔、タカマサムネ。」。

## 概要
『鷹正宗』の銘柄で日本酒を製造・販売する他、焼酎の製造も行っている。日本各地の酒屋で行っている焼酎の量り売りは、鷹正宗が製造した物を扱うところが多い。
天保年間（1830年 - 1844年）に創業し、1935年11月5日に法人化した。
1988年、経営難で北九州コカ・コーラボトリング（現・コカ・コーラボトラーズジャパン）が資本参加。
1989年、銘柄に『鷹』を付けているのが縁で、大阪市から福岡市に本拠地を移した福岡ダイエーホークス（現・福岡ソフトバンクホークス）公認の日本酒に指定された。優勝の際、鏡割りの時には鷹正宗の菰樽が使われる。
2008年、コカ・コーラウエストが鷹正宗の全株式を原武商店に譲渡。
2014年、久留米市田主丸町にある紅乙女酒造から同社子会社の叡醂酒造（えいりんしゅぞう）の全株式および土地・建物、製造免許を譲受。
2017年、本社機能を久留米市大善寺町（工場・大善寺蔵内）から同市小頭町に移転。
2023年、2月末に親会社である原武商店の粉飾決算が明らかになり、原武商店は5月末までに事業停止して破産手続開始申請の準備に入った。これに連鎖する形で、6月1日付で鷹正宗および叡醂酒造も福岡地裁久留米支部に民事再生法の適用を申請した。

## 事業所
本社
福岡県久留米市小頭町8番地12
大善寺蔵（工場）
福岡県久留米市大善寺町黒田297番地

## 商品

### 日本酒
- 鷹正宗
  - 上撰
  - 金印
  - 特撰
  - 大吟醸
  - 勝鷹 - 福岡ソフトバンクホークスファンのための日本酒
- 筑水
- 筑後の酒
- 筑後の寒梅
- ゴ−ルド鬼ころし
- 富久寳 - 廃業した京都市伏見区の「富久宝酒造」から製造・販売権を譲受

### 焼酎
- ばっかい（麦）
- 筑紫の坊主（麦）
- 割麦四十四（麦）
- 叡醂（麦・芋）
- 南州伝楽（黒麹仕込み芋）
- めちゃうま（麦・米・芋・そば）
- ごりょんさん（麦・米・芋）※量り売り専門の銘柄

他

### 調味料
- 料理酒（発酵調味料）
- 発酵みりん（発酵調味料）

## グループ会社
- 叡醂酒造株式会社

福岡県久留米市田主丸町田主丸1162番地1